# Арсалиев, Шавади Мадов-Хажиевич
Шава́ди Мадов-Хажи́евич Арсали́ев (24 августа 1958, Веденский район, Чечено-Ингушская АССР — 17 июля 2021, Грозный) — российский учёный, доктор педагогических наук, профессор. Почётный работник высшего профессионального образования Российской Федерации (2003).

## Биография
Родился 24 августа 1958 году в селе Гуни Веденского района Чечено-Ингушетии. В 1974 году окончил Гунинскую среднюю школу. После окончания школы работал в колхозе разнорабочим. В 1978 году завершил службу в Советской армии в Группе советских войск в Германии.
В 1984 году окончил филологический факультет Чечено-Ингушского государственного университета. В 1983—1989 годах работал в Старосунженской школе учителем русского языка и литературы, чеченского языка и литературы, завучем, затем директором школы. В 1987—1991 годах работал ассистентом и старшим преподавателем на кафедре педагогики и психологии начального обучения Чечено-ингушского государственного педагогического института.
В 1991 году поступил на очное отделение кафедры педагогики высшей школы аспирантуры Московского педагогического института имени В. И. Ленина. В 1993 году защитил кандидатскую диссертацию. После защиты до 1996 года был доцентом кафедры педагогики и психологии Чеченского педагогического института.
В 1996—1999 годах учился в докторантуре на кафедре высшей школы Московского педагогического государственного университета. В 1999 году защитил докторскую диссертацию.
С 1999 года профессор и заведующий кафедрой педагогики Чеченского педагогического института. С 2003 года профессор кафедры педагогики высшей школы Московского педагогического государственного университета. В 2008—2010 годах проректор по внешним и международным связям Чеченского государственного университета. С 2010 года декан исторического факультета университета.
Опубликовал более 70 научных и методических работ, из них три монографии. Под его руководством защищено семь кандидатских диссертаций. Являлся руководителем сектора «Этнопедагогика» Академии наук Чеченской Республики.

## Участие в профессиональных сообществах
- Академик Академии наук Чеченской Республики
- Академик Международной академии педагогики,
- Академик Международной академии наук педагогического образования.

## Награды и признание
- Медаль К. Д. Ушинского (2001);
- Почётный работник высшего профессионального образования Российской Федерации (2003);
- Заслуженный деятель науки Чеченской Республики (2007);
- Медаль «За заслуги перед Чеченской Республикой» (2010);
- Грамота Председателя Правительства Чеченской Республики (2006);

- Международная премия имени академика Волкова Г. Н. за этнопедагогические труды (2005);
- Ежегодная премия общественной организации «Интеллектуальный центр Чеченской Республики» в номинации «Образование» с присуждением символа «Серебряная сова» (2011);